# محوطه حر حمام
محوطه حر حمام مربوط به سده‌های اولیه و میانه دوران‌های تاریخی پس از اسلام است و در شهرستان چرداول، بخش هلیلان، دهستان هلیلان، ۵۰۰ متری جنوب غرب روستای جوب شهر واقع شده و این اثر در تاریخ ۲۶ اسفند ۱۳۸۷ با شمارهٔ ثبت ۲۶۰۳۲ به‌عنوان یکی از آثار ملی ایران به ثبت رسیده است.